# Prosopium williamsoni
Prosopium williamsoni es una especie de peces Salmoniformes de la familia Salmonidae.

## Morfología
Los machos pueden llegar alcanzar los 70 cm de longitud total y 2.920 g de peso.
Número de  vértebras: 53-61.

## Alimentación
Come larvas de insectos acuáticos, moluscos, peces hueso, huevos de peces hueso (incluyendo a los de su propia especie), plancton e insectos.

## Depredadores
En Canadá es depredado por Salvelinus namaycush .

## Hábitat
Es un pez de agua dulce, de clima templado y bentopelágico que vive entre 50-20 m de profundidad.

## Distribución geográfica
Se encuentra en Norteamérica.